# CF Brăila în sezonul 2012-2013
Sezonul 2012-2013 reprezintă al treilea sezon consecutiv pentru CF Brăila în Liga a II-a. 
Sezonul trecut, CF Brăila a terminat pe locul 6 în Liga a II-a, Seria I, acumulând 48 de puncte. Un sezon foarte bun pentru echipa brăileană, aceasta îndeplinându-și obiectivul, clasarea între primele 6 echipe ale Ligii! Sezonul 2012-2013 al Ligii a II-a aduce la startul competiției doar 15 echipe, în urma restructurării Ligilor 2 și 3.
CF Brăila evoluează în acest sezon în 2 competiții naționale, Liga a II-a - când va disputa primul meci pe 1 septembrie în deplasare la FC Chindia Târgoviște, și în Cupa României intrând în competiție în faza a IV-a.

## Echipă
| Nr. |         | Poziție | Jucător            |
| --- | ------- | ------- | ------------------ |
| 12  | România | P       | Bunduc Petruț      |
| 1   | România | P       | Ștefan Leu         |
| 7   | România | F       | Gabriel Bosoi      |
| 8   | România | F       | Constantin Necoară |
| 6   | România | F       | Ivan Laurențiu     |
| 4   | România | F       | Dinu Sânmărtean    |
|     | România | F       | Daniel Ignat       |
| 9   | România | M       | Sorin Frunză       |
| 5   | România | M       | Andrei Pușcașu     |
|     | România | M       | Daniel Spiridon    |
|     | România | M       | Daniel Ochia       |

| Nr. |         | Poziție | Jucător             |
| --- | ------- | ------- | ------------------- |
|     | România | M       | George Pungă        |
|     | România | M       | Gigel Costache      |
| 16  | România | M       | Dragoș Boboc        |
|     | România | M       | Marius Voicu        |
|     | Nigeria | M       | Emanuel Ndigwe      |
|     | România | M       | Alexandru Ciocâlteu |
| 19  | România | A       | Alexandru Bălțoi    |
|     | România | A       | Marian Tănasă       |
|     | România | A       | Danuț Prodan        |
| 10  | România | A       | Bogdan Rusu         |
| 15  | Nigeria | A       | Emekwue Henry       |
| 18  | România | A       | Adrian Câmpeanu     |

Ultima actualizare: 21 august 2012

## Transferuri

### Sosiri
| Post | Jucător             | De la echipa           | Sumă de transfer  | Dată       |  |
| ---- | ------------------- | ---------------------- | ----------------- | ---------- |  |
| A    | Bogdan Rusu         | Astra Ploiești         | liber de contract | 01.07.2012 |  |
| F    | Dan Ignat           | CS Turnu Severin       | liber de contract | 01.07.2012 |  |
| A    | Alexandru Bălțoi    | FC CSCA-Rapid Chișinău | liber de contract | 01.07.2012 |  |
| M    | Sorin Frunză        | Oțelul Galați          | liber de contract | 01.07.2012 |  |
| P    | Cristian Mitrea     | Callatis Mangalia      | liber de contract | 01.07.2012 |  |
| F    | Daniel Spiridon     | SC Bacău               | liber de contract | 01.07.2012 |  |
| F    | Dinu Sânmărtean     | Delta Tulcea           | liber de contract | 13.07.2012 |  |
| M    | Visar Braha         | -                      | liber de contract | 13.07.2012 |  |
| M    | Daniel Ochia        | FC Astra II Giurgiu    | liber de contract | 13.07.2012 |  |
| M    | Alexandru Ciocâlteu | Conpet Ploiești        | liber de contract | 13.07.2012 |  |

### Plecări
| Post | Jucător          | La echipa         | Sumă de transfer  | Dată       |  |
| ---- | ---------------- | ----------------- | ----------------- | ---------- |  |
| F    | Iulian Daniță    | CSM Râmnicu Sărat | liber de contract | 01.07.2012 |  |
| A    | Andrei Petrescu  | CS Buftea         | liber de contract | 01.07.2012 |  |
| M    | Dragoș Boboc     | FCM Dorohoi       | liber de contract | 01.07.2012 |  |
| M    | Marcel Otvos     | CS Otopeni        | liber de contract | 01.07.2012 |  |
| M    | Gabriel Ion      | CS Otopeni        | liber de contract | 01.07.2012 |  |
| F    | Cătălin Vlaicu   | CS Otopeni        | liber de contract | 01.07.2012 |  |
| F    | Bogdan Dumitru   | CS Otopeni        | liber de contract | 13.07.2012 |  |
| F    | Călin Marin      | CS Otopeni        | liber de contract | 13.07.2012 |  |
| A    | Clement Pălimaru | CS Otopeni        | liber de contract | 13.07.2012 |  |

## Competiții
În sezonul 2012-2013 CF Brăila este angrenată in 2 competiții, respectiv Liga a II-a si Cupa României.

### Liga a II-a

#### Clasament
| Poz | Echipa             | MJ | V | E | Î | GM | GP | G   | Pct | Promovare sau retrogradare |
| --- | ------------------ | -- | - | - | - | -- | -- | --- | --- | -------------------------- |
| 1   | Sportul Studențesc | 12 | 8 | 1 | 3 | 22 | 11 | +11 | 25  | Liga I 2013-2014           |
| 2   | Brăila             | 12 | 7 | 2 | 3 | 20 | 22 | −2  | 23  | Liga I 2013-2014           |
| 3   | Otopeni            | 12 | 6 | 4 | 2 | 19 | 14 | +5  | 22  |                            |
| 4   | Botoșani           | 12 | 7 | 1 | 4 | 17 | 12 | +5  | 22  |                            |
| 5   | Delta              | 12 | 6 | 2 | 4 | 21 | 12 | +9  | 20  |                            |

Ultima actualizare: 2 decembrie 2012
Sursa: liga2 ro
Reguli de clasare: 
1) puncte; 2) diferența de goluri; 3) goluri marcate.
POZ = Poziția în clasament; (C) = Campioană; (R) = Retrogradată; (P) = Promovată; (E) = Eliminată; (O) = Câștigătoare de play-off; (A) = Avansează în runda următoare. 
Aplicabil doar când sezonul nu este terminat: 
(Q) = Calificare în faza competiției indicată; (TQ) = Calificare în competiție, dar încă nu în faza indicată; (RQ) = Calificată în competiția de retrogradare indicată; (DQ) = Descalificată din competiție.

#### Puncte pe adversari
| Echipă              | Rezultate | Rezultate | Puncte |
| Echipă              | Acasă     | Deplasare | Puncte |
| ------------------- | --------- | --------- | ------ |
| Chindia Târgoviște  | 1–0       | 4–2       | 6      |
| Unirea Slobozia     | 2–2       | 2–3       | 1      |
| Săgeata Năvodari    | 2–3       | 1–0       | 3      |
| Sportul Studențesc  | 7–0       | 0–4       | 3      |
| CS Otopeni          | 3–2       | 1–2       | 3      |
| Delta Tulcea        | 1–1       | 0–6       | 1      |
| FC Botoșani         | 1–0       | 0–1       | 3      |
| Rapid CFR Suceava   | 1–0       | 1-0       | 6      |
| Dunărea Galați      | 0–1       | 2-1       | 3      |
| FC Farul Constanța  | 2–0       | 1-1       | 4      |
| Dinamo II București | 3–0       | 1-1       | 4      |
| CS Buftea           | 3–0       | 1-4       | 3      |

#### Meciuri Liga a II-a
| 1 septembrie 2012 | FC Chindia Târgoviște                | 2–4 | CF Brăila | Târgoviște                                         |  |
| 11:00             | Bobi Verdeș 17' Alexandru Băluță 38' |     | Adrian Câmpeanu 13' Adrian Câmpeanu 26' Laurentiu Ivan 53' Dinu Sârmărtean 60' Bogdan Rusu 68' Andrei Pușcașu 71' Alexandru Bălțoi 79' Georgel Pungă 82' Sorin Frunză 89' | Stadion: Stadionul Eugen Popescu Spectatori: 1.300 |  |

| 8 septembrie 2012 | CF Brăila                       | 2–2     | CSM Unirea Slobozia               | Brăila                                                                                      |  |
| 11:00             | Bogdan Rusu 15' Bogdan Rusu 18' | rezumat | Marian Florea 58' Andrei Luca 66' | Stadion: Stadionul Municipal Brăila Spectatori: 1.500 Arbitru: Paraschiv Adrian - București |  |

| 30 septembrie 2012 | CF Brăila                              | 2–3 | Săgeata Năvodari                                    | Brăila                                                                                         |  |
| 11:00              | Alexandru Bălțoi 18' Gabriel Bosoi 28' |     | Ovidiu Vezan 55' Marius Jianu 89' Vasile Șicu 90+4' | Stadion: Stadionul Municipal Brăila Spectatori: 2.000 Arbitru: Pană Catalin Marian - București |  |

| 6 octombrie 2012 | Sportul Studențesc                                                       | 4–0 | CF Brăila | București                                                                               |  |
| 11:00            | Valentin Lazăr 3' Ionuț Șerban 22' Constantin Nistor 41' Daniel Lung 84' |     |           | Stadion: Stadionul Florea Dumitrache Spectatori: 300 Arbitru: Teodor Dragoș - Constanța |  |

| 13 octombrie 2012 | CF Brăila                                              | 3–2     | CS Otopeni                            | Brăila                                                                                |  |
| 13:00             | Daniel Ochia 39' Clement Pălimaru 61' Sorin Frunză 90' | rezumat | Lucian Pârvu 11' Clement Pălimaru 83' | Stadion: Stadionul Municipal Brăila Spectatori: 1.000 Arbitru: Popa Cătălin - Pitești |  |

| 21 octombrie 2012 | FC Delta Tulcea                                                                            | 6–0 | CF Brăila | Tulcea                                                                     |  |
| 13:00             | Marius Postelnicu 7' Nicu Crețu 23' Cristian Pantelie 77' Cosmin Neagu 84' Ionuț Filip 86' |     |           | Stadion: Stadionul Delta Spectatori: 300 Arbitru: Miron Florin - București |  |

| 25 octombrie 2012 | CF Brăila       | 1–0     | FC Botoșani | Brăila                                                                                 |  |
| 13:00             | Bogdan Rusu 51' | rezumat |             | Stadion: Stadionul Municipal Brăila Spectatori: 800 Arbitru: Teodor Dragoș - Constanța |  |

| 4 noiembrie 2012 | CF Brăila     | 1–0     | Rapid CFR Suceava | Brăila                                                                                  |  |
| 13:00            | Ciocâlteu 94' | rezumat |                   | Stadion: Stadionul Municipal Brăila Spectatori: 500 Arbitru: Istrate Dragoș - București |  |

| 10 noiembrie 2012 | FCM Dunărea Galați | 1–2 | CF Brăila                                   | Galați                                                                        |  |
| 10:00             | Enache 69'         |     | Adrian Câmpeanu 53' Alexandru Ciocâlteu 76' | Stadion: Stadionul Dunărea Spectatori: 300 Arbitru: Marcu Claudiu - Constanța |  |

| 17 noiembrie 2012 | CF Brăila                                   | 2–0     | FC Farul Constanța | Brăila                                                                                        |  |
| 13:00             | Adrian Câmpeanu 72' Alexandru Ciocâlteu 91' | rezumat |                    | Stadion: Stadionul Municipal Brăila Spectatori: 300 Arbitru: Anghelinei Bogdan Ionuț - Galați |  |

| 24 noiembrie 2012 | FC Dinamo București | 1–1 | CF Brăila               | București                                 |  |
| 11:00             | Alin Roman 93'      |     | Alexandru Bălțoi 74' /> | Stadion: Stadionul Dinamo Spectatori: 100 |  |

| 2 decembrie 2012 | CF Brăila                                       | 2–1 | CS Buftea                     | Brăila                                                                                  |  |
| 13:00            | Alexandru Ciocâlteu 41' Alexandru Ciocâlteu 74' |     | Dimitrie Cristinel Gafița 45' | Stadion: Stadionul Municipal Brăila Spectatori: 300 Arbitru: Amorariței Mihai - Câmpina |  |

| 10 martie 2012 | CF Brăila       | 1–0 | Chindia Târgoviște | Brăila                                                                               |  |
| 11:00          | Sorin Rădoi 56' |     |                    | Stadion: Stadionul Municipal Brăila Spectatori: 200 Arbitru: Dima Iulian - București |  |

| 16 martie 2013 | CSM Unirea Slobozia                                     | 3–2 | CF Brăila                             | Slobozia                                                                                         |  |
| 11:00          | Adrian Mihalcea 25' Romeo Soare 53' Constantin Toma 78' |     | Gabriel Bosoi 29' Gabriel Bosoi 90+2' | Stadion: Stadionul 1 Mai (Slobozia) Spectatori: 100 Arbitru: Chivulete Andrei Florin - București |  |

| 7 aprilie 2013 | AFC Săgeata Năvodari | 0–1 | CF Brăila          | Năvodari                                                                 |  |
| 11:00          |                      |     | Andrei Pușcașu 86' | Stadion: Stadionul Midia Spectatori: 100 Arbitru: Popa Cătălin - Pitești |  |

| 13 aprilie 2013 | CF Brăila | 7–0 | Sportul Studențesc | Brăila                                                                                          |  |
| 13:00           | Bogdan Ștefănescu 3' Alexandru Bălțoi 6' Bogdan Rusu 30' Marius Voicu 33' Alexandru Bălțoi 45' Adrian Câmpeanu 61' Bogdan Rusu 65' |     |                    | Stadion: Stadionul Municipal Brăila Spectatori: 1.000 Arbitru: Anghelinei Bogdan Ionuț - Galați |  |

| 21 aprilie 2013 | CS Otopeni                             | 2–1 | CF Brăila            | Otopeni                                                                      |  |
| 11:00           | Dănuț Prodan 19' Clemente Pălimaru 43' |     | Alexandru Bălțoi 93' | Stadion: Stadionul Otopeni Spectatori: 700 Arbitru: Marius Avram - București |  |

| 27 aprilie 2013 | CF Brăila               | 1–1 | Delta Tulcea    | Brăila                                                                                 |  |
| 13:00           | Alexandru Ciocâlteu 66' |     | Enache Câju 24' | Stadion: Stadionul Municipal Brăila Spectatori: 500 Arbitru: Radu Petrescu - București |  |

| 3 mai 2013 | FC Botoșani       | 1–0 | CF Brăila | Botoșani                                                                                     |  |
| 11:00      | Gabriel Vașari 3' |     |           | Stadion: Stadionul Municipal Botoșani Spectatori: 5.000 Arbitru: Mugurel Drăganescu - Breaza |  |

| 11 mai 2013 | ACS Rapid CFR Suceava | 0–1 | CF Brăila       | Suceava                                                                          |  |
| 11:00       |                       |     | Marius Voicu 3' | Stadion: Stadionul Areni Spectatori: 200 Arbitru: Dumitru Robert George - Brașov |  |

| 18 mai 2013 | CF Brăila | 0–1 | Dunărea Galați      | Brăila                              |  |
| 11:00       |           |     | Lucian Asanache 47' | Stadion: Stadionul Municipal Brăila |  |

| 25 mai 2013 | FC Farul Constanța  | 1–1 | CF Brăila        | Constanța                |  |
| 11:00       | George Călințar 22' |     | Marian Fuchs 49' | Stadion: Stadionul Farul |  |

| 1 iunie 2013 | CF Brăila                                                 | 3–0 | Dinamo II | Brăila                              |  |
| 11:00        | Adrian Câmpeanu 11' Adrian Câmpeanu 14' Gabriel Bosoi 47' |     |           | Stadion: Stadionul Municipal Brăila |  |

| 8 iunie 2013 | CS Buftea                                                                            | 4–1 | CF Brăila        | Buftea                                     |  |
| 11:00        | Artavazd Karamyan 2' Arman Karamyan 10' Adrian Valentin Udrea 39' Arman Karamyan 47' |     | Sorin Frunză 78' | Stadion: Stadionul Orășenesc Spectatori: 2 |  |

### Cupa României
| 29 august 2012Faza IV | Viitorul Axintele | 0–2 | CF Brăila                              | Axintele                                                                                 |  |
| 17:30                 |                   |     | Adrian Câmpeanu 1' Adrian Câmpeanu 19' | Stadion: Comunal (Axintele) Spectatori: 100 Arbitru: Chivulete Andrei Florin - București |  |

| 11 septembrie 2012Faza V | CS Conpet Ploiești | 0–5     | CF Brăila                                                                                    | Strejnic                                                              |  |
| 16:30                    |                    | rezumat | Alexandru Bălțoi 28' Marius Dima 37' Alexandru Bălțoi 51' Alexandru Bălțoi 68' Ciocâlteu 74' | Stadion: Conpet Spectatori: 100 Arbitru: Rădulescu George - București |  |

| 27 septembrie 2012Saisprezecimi                                 | CF Brăila                     | 0–0 (d.p.) (6 – 5 d.l.d.)                                     | Viitorul Constanța          | Brăila                                                                      |  |
| 16:00                                                           | D.Ignat 19' ·                 | rezumat                                                       | V.Cristocea · L.Turcu 23' · | Stadion: Stadionul Municipal Brăila Spectatori: 4.000 Arbitru: Iulian Călin |  |
|                                                                 | Penalty-uri de departajare⁠(d) |                                                               |                             |                                                                             |  |
| Ochia · Sânmărtean · Pușcașu · Pungă · Bălțoi · Ivan · Spiridon |                               | Vaștag · Benzar · Gavra · Herea · Cristocea · Vînă · Bălașa · |                             |                                                                             |  |

| 1 noiembrie 2012Optimi | Oțelul Galați                                  | 3–0     | CF Brăila | Galați                                      |  |
| 18:45                  | Liviu Băjenaru 24' Liviu Băjenaru 62' Didi 88' | rezumat |           | Stadion: Stadionul Oțelul Spectatori: 5.000 |  |

### Amicale
| 20 iulie 2012 | CF Brăila                          | 2–2     | Dunărea Galați           | Brăila             |  |
| 18:00         | Cosmin Necoară 52' Bogdan Rusu 65' | rezumat | Chelaru 6' Ghinghină 15' | Stadion: Municipal |  |

| 21 iulie 2012 | CF Brăila | 3–1 | FC Oțelul II Galați | Galați                    |  |
| 10:00         |           |     |                     | Stadion: Stadionul Ancora |  |

| 2 august 2012 | CF Brăila                                | 2–0     | Dunărea Galați | Brăila             |  |
| 10:00         | George Pungă 13' Alexandru Ciocâlteu 58' | rezumat |                | Stadion: Municipal |  |

| 4 august 2012 | CF Brăila                                         | 4–0     | Conpet Cireșu | Însurăței |  |
| 10:00         | Rusu 32' Alexandru Bălțoi 50' Rusu 65' Prodan 80' | rezumat |               |           |  |

| 10 august 2012 | CF Brăila   | 1–1     | SC Bacău    | Bacău                              |  |
| 10:00          | Pușcașu 33' | rezumat | Hurubei 18' | Stadion: Stadionul Municipal Bacău |  |

| 16 august 2012 | CF Brăila                      | 3–0     | Young Stars Panciu | Brăila                              |  |
| 10:00          | Pușcașu 20' Voicu 60' Rusu 75' | rezumat |                    | Stadion: Stadionul Municipal Brăila |  |

| 13 februarie 2013 | CF Brăila | 0–0     | Olimpia Bălți | Chișinău |  |
| 14:00             |           | rezumat |               |          |  |

| 16 februarie 2013 | CF Brăila | 0–0     | Zimbru Chișinău | Chișinău |  |
| 14:00             |           | rezumat |                 |          |  |

| 20 februarie 2013 | CF Brăila                 | 2–0     | Milsami Orhei | Chișinău |  |
| 14:00             | Robert Neagoe Bogdan Rusu | rezumat |               |          |  |

| 23 februarie 2013 | CF Brăila | 0–3     | FC Tiraspol | Chișinău |  |
| 14:00             |           | rezumat |             |          |  |

| 23 martie 2013 | CF Brăila          | 1–0 | Steaua București | Brăila                                                            |  |
| 13:00          | Andrei Pușcașu 27' |     |                  | Stadion: Municipal(Braila) Spectatori: 15.000 Arbitru: Ionel Ivan |  |

## Marcatori
| Țară    | Nume                | Goluri |
| ------- | ------------------- | ------ |
| România | Adrian Câmpeanu     | 6      |
| România | Bogdan Rusu         | 6      |
| România | Alexandru Bălțoi    | 6      |
| România | Alexandru Ciocâlteu | 6      |
| România | Sorin Frunză        | 2      |